# Новая Москва (Приморский край)
Новая Москва — небольшое село в Шкотовском районе Приморского края, входит в Центральненское сельское поселение. Расположено в верховьях реки Шкотовки у подножия Дорожного хребта системы гор Сихотэ-Алиня. Ближайшая вершина — гора Салдавайнова высoтой 754,6 м ВУМ.
Через село проходит федеральная автомобильная трасса Шкотово — Партизанск. Ближайшие населенные пункты: Центральное, Смяличи, Новороссия, Новонежино.
Одной из главных проблем села до 2006 года являлось отсутствие телефонизации. Телефон в село был не проведён, а приём с помощью сотовых был затруднён из-за гористого рельефа. В 2006 году сотовая компания НТК установила в селе новый передатчик.

## Население
| 1915 | 1926 | 2002 | 2006 | 2008 | 2010 |
| ---- | ---- | ---- | ---- | ---- | ---- |
| 381  | ↗503 | ↘122 | ↘114 | ↘106 | ↗120 |